# Белуджі
Белуджі (балучі) — іраномовна народність з традиційною кочовою культурою та розвиненим племінним поділом, панують феодальні відносини. Говорять белуджійською мовою північно-західної підгрупи іранської групи мов. Загальна чисельність наближається до 9 млн осіб. За віросповіданням — мусульмани-суніти ханафітського мазхаба. Європеоїди. Основне заняття — землеробство й напівкочове скотарство.

## Історія
Вперше белуджі згадуються в трактаті Худуд аль-Алам. У Кандагарі белуджі з'явилися з кінця XVII — початку XVIII ст., а вже до середини XVIII століття відбулась їх поява та розселення в інших районах Південного Афганістану. Надалі окремі групи белуджських племен просунулися на північ, аж до віддаленого Бадахшана. 
Після Квітневої революції 1978 року і приходу до влади НДПА в Афганістані стали видаватися газети, вестися радіомовлення та викладання в школах мовами національних меншин, в тому числі і на белуджській. В країні на белуджській мові виходила газета «Собхі» («Ранок»).

## Розселення

Етнічна мапа, станом на 1980 рік.
Белуджі
Пуштуни
Пенджабці
Сикхи

Населяють малородючу південно-східну частину Іранського плато від узбережжя Аравійського моря вглиб материка, поділену між Пакистаном (провінція Белуджистан), Іраном (остан Систан і Белуджистан) і півднем Афганістаном. Белуджі мешкають також в Омані.
Белуджі компактно проживають на південному заході Афганістану (700 тисяч осіб), в основному в провінціях Німруз і Гільменд, Пакистані (6-8 млн осіб), Ірані, кілька тисяч живе також в Туркменістані.
Співвідношення белуджського населення в різних країнах:
| Країна       | Чисельність белуджів | % від загальної кількості населення країни | % від загальної кількості белуджів |
| ------------ | -------------------- | ------------------------------------------ | ---------------------------------- |
| Пакистан     | 6,2 млн              | 4 %                                        | 70 %                               |
| Іран         | 1,48 млн.            | 2 %                                        | 17 %                               |
| Афганістан   | 567 тис.             | 2 %                                        | 6,4 %                              |
| Оман         | 425 тис.             | 15 %                                       | 4,8 %                              |
| ОАЕ          | 100 тис.             | 1,4 %                                      | 1,1 %                              |
| Туркменістан | 28 тис.              | 0,5 %                                      | 0,3 %                              |

## Мова
Белуджійська мова належить до іранських мов (північно-західна група). Традиційно поділяється на 2 основних групи діалектів — західну та східну. Дрібніша класифікація Елфенбейна виділяє вимови рахшанійську (афганський, келатський, чагай-харанський, панджгурський, прикордонний, мервський чи туркменський, діалекти), сараванську, лотунійську, кечійську, прибережну та Східних гір.